# Falcon (évêque de Grenoble)
Pour les articles homonymes, voir Falcon.
Falcon, parfois Falque, mort vers 1266, est un évêque et prince de Grenoble du début de la seconde moitié du XIIIe siècle.

## Biographie
Les origines de Falcon, que l'on trouve aussi sous la forme Falque (Falco,), ne sont pas connues
Falcon est élu évêque et prince de Grenoble, très probablement cours de l'année 1250, succédant au chartreux Pierre III,,. Le site Internet catholic-hierarchy.org donne l'année suivante. Il administre l'Église de Grenoble, pendant seize année, jusqu'en 1266,,.
Auguste Prudhomme observe qu'il a cherché, sous son épiscopat, à accroitre son domaine temporel. Il se charge cependant d'une réforme concernant l'organisation de l'hôpital fondé par saint Hugues. L'établissement est désormais géré par un prieur assisté de deux chanoines.
Il est mentionné une première fois, selon le Regeste dauphinois, aux côtés de l'archevêque de Vienne, dans une lettre papale en date du 9 juin 1251,. Innocent IV les invite à se rendre auprès du comte de Savoie, Amédée IV afin que ce dernier règle ses différents avec l'Église, sous peine d'excommunication et d'interdit,.
Peu après, sans que la date soit précisée, toujours aux côtés de l'archevêque de Vienne, ils vidiment la charte de franchises de Moirans (Dauphiné).
En 1252, il fonde un prieuré augustin de Villard-Benoît, à Pontcharra,.
En février 1253, le pape lui écrit pour qu'il défende l'ordre des Chartreux. La même année, à la suite de rancune ou discorde entre l'évêque, le Dauphin Guigues, et les habitants, les coseigneurs de Grenoble acceptent d'en faire la remise.
En 1259, il est à l'origine du changement de nom du prieuré en chartreuse de Parménie, où s'installer des moniales de Prémol,,.
Falcon semble mourir au commencement de l'année 1266,,. Son obit est placé au 11 juin 1266.